# Toni Tones

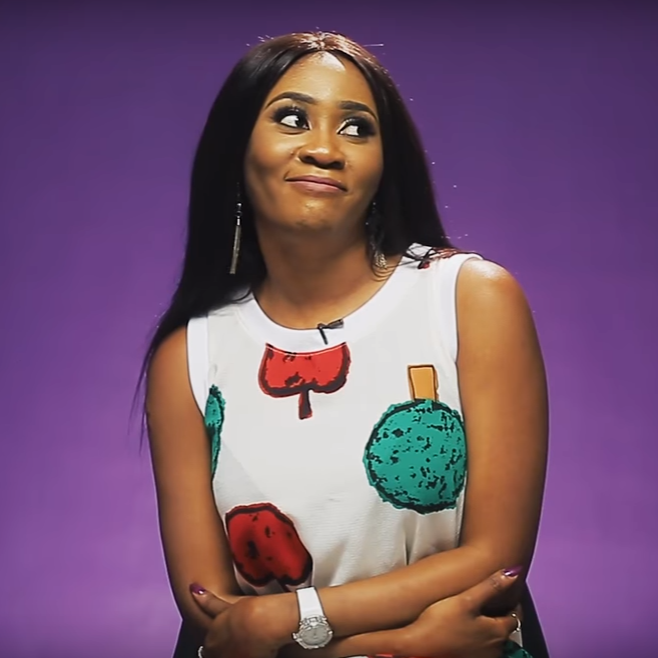

Toni Tones hay Gbemi Anthonia Adefuye (sinh ngày 20 tháng 7 năm 199??) là tên của một nhiếp ảnh gia, ca sĩ, diễn viên người Nigeria.

## Lí lịch và sự nghiệp
Bà là con út trong một gia đình 5 anh chị em và hoàn thành bậc giáo dục tiểu học và trung học tại bang Lagos. Anh trai của bà là nhạc sĩ cho một ban nhạc tên là Oxygen. Năm 14 tuổi, bà làm người mẫu cho Durovo vì ông ta là bạn của gia đình bà.
Tên đầy đủ của Toni Tones là Gbemisola Anthonia Adefuye (tuy nhiên có một số nguồn tin lại nói tên của bà là "Anthonia Gbemisola Damilola Adegbite"). Bà vào trường đại học Lancaster, thành phố Lancashire, Anh để học về tiếp thị và kinh tế.
Năm 2009, bà tốt nghiệp và về nước. Do cha mẹ bà muốn bà phải tốt nghiệp đại học rồi mới được chọn ngành nghề mà bà yêu thích, vì thế bà chọn làm nhiếp ảnh gia cho nên công việc này hoàn toàn không liên quan đến những gì bà đã học ở chương trình đại học. Và bà nhận được sự chú ý của một chương trình truyền hình thực tế của ông D'banj tên là Koko Mansion.
Năm 2017, bà vẫn làm công việc nhiếp ảnh nhưng hiện tại là vừa chụp và vừa được các nhiếp ảnh gia khác chụp. Ngoài ra, bà con xuất hiện với tư cách là diễn viên trong loạt phim mạng tên là Gidi-culture và một số bộ phim khác, bao gồm cả It's Her Day vào năm 2016.

## Phim ảnh
Dưới đây là những bộ phim mà bà đã góp mặt:
- What Lies Untold (2015)
- U-turn
- It's Her Day (2016)
- Rumour Has It (2016)
- Head over Heels (2017)
- 5th Floor (2017)
- Royal Hibiscus Hotel (2017)
- June (2017)